# Kretinga
Kretinga es un ciudad de Lituania que, según el último censo de Lituania de 2011, cuenta con unos 19.105 habitantes, y se sitúa al noroeste del país. Es la capital del distrito-municipio homónimo.
Kretinga ocupa la  posición 18.ª en cuanto a población en Lituania y la sexta entre las poblaciones de las tierras costeras bajas. Es una de las ciudades más antiguas del país. La primera mención de Kretinga en la historia fue en el año 1253 por el Obispo Kurland Henry.

## Geografía
Kretinga se encuentra en las tierras bajas costeras de Lituania. El río Akmena divide a la ciudad en dos partes, unidas por cuatro puentes. La mayor parte de la ciudad se encuentra en la costa oriental del Akmena. En la costa occidental del Akmena se sitúa la zona industrial de Kretinga.

## Deporte

### Fútbol
- F.K Kretinga
- F.K Minija Kretinga
- F.K Minija-2 Kretinga
- F.K Minija-3 Kretinga

### Motobola
- M.K Kretingos „Milda“

## Personajes ilustres
- Vladas Petronaitis
- Simonas Dautankas
- Linas Pilibatis
- Modestas Paulauskas
- Gintaras Einikis